# Salix discolor
Salix discolor — вид квіткових рослин із родини вербових (Salicaceae).

## Морфологічна характеристика

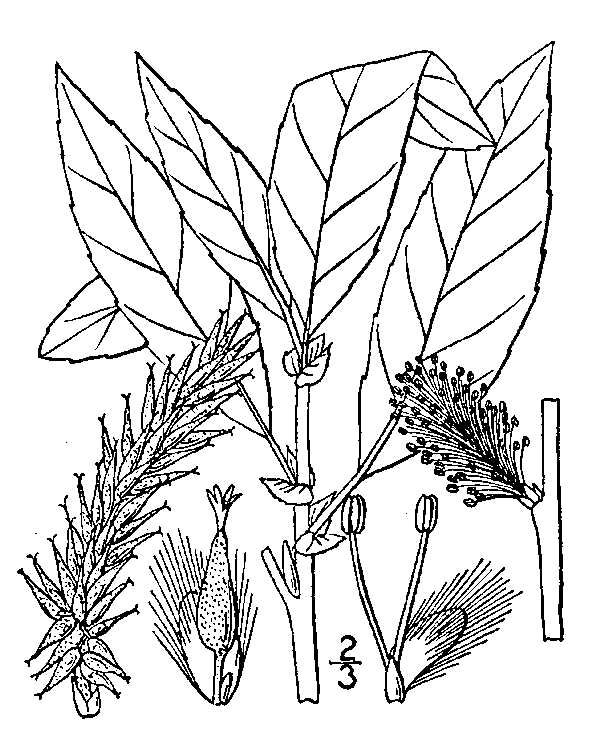
ілюстрація

Це кущ 2–4(8) метри заввишки (іноді утворюють клони дробленням стебла). Гілки темно-червоно-коричневі чи жовто-коричневі, не сильно сизуваті, від ворсинчастих до голих; гілочки жовтуваті, червоно-бурі, жовто-бурі чи темно-бурі, помірно густо оксамитові чи від запушених до майже голих. Листки на 6–17 мм ніжках; найбільша листкова пластина вузько-еліптична, еліптична, зворотно-ланцетна або зворотно-яйцеподібна, 30–80(135) × 12-33 мм; краї плоскі, городчасті, неправильно зубчасті, виїмчасті або цільні; верхівка гостра, опукла чи загострена; абаксіальна поверхня (низ) сіра, гола, волосиста, слабо-запушена чи довго-шовковиста, середня жилка гола чи густо запушена; адаксіальна — тьмяна чи злегка блискуча, гола чи ворсиста (волоски рідко залозисті); молода пластинка червонувато- чи жовтувато-зелена, запушена чи помірно щільно коротко-шовковиста абаксіально, волоски білі й залозисті. Сережки квітнуть до появи листя; тичинкові 23–52 × 12–22 мм; маточкові 25–108 (до 135 у плоді) × 12–33 мм. Коробочка 6–11 мм. 2n = 76, 95, 114.

## Середовище проживання
Канада (Саскачеван, Квебек, Манітоба, Альберта, Британська Колумбія, Лабрадор, Нью-Брансвік, о. Ньюфаундленд, Північно-Західні території, Нова Шотландія, Онтаріо, о. Принца Едуарда) й США (Нью-Гемпшир, Монтана, Міссурі, Міннесота, Мічиган, Массачусетс, Мериленд, Мен, Кентуккі, Айова, Індіана, Іллінойс, Південна Дакота, Теннессі, Вермонт, Вірджинія, Західна Вірджинія, Вісконсин, Вайомінг, Род-Айленд, Пенсільванія, Огайо , Північна Дакота, Північна Кароліна, Нью-Йорк, Нью-Джерсі, Айдахо, Делавер, Коннектикут). Населяє болотисті окрайці ставків, струмків і відкритих алювіальних лісів, боліт, просочувальних ділянок, торф'янистих субстратів; 0–2400 метрів.

## Використання
Дерево збирають із дикої природи для місцевого використання як ліки та джерело матеріалів. Кора містить саліцин і може використовуватися в медицині.